# 東京ディズニーリゾートの橋の一覧
東京ディズニーリゾートの橋の一覧（とうきょうディズニーリゾートのはしのいちらん）は、東京ディズニーランド(TDL)および東京ディズニーシー(TDS)にある橋の一覧である。リゾート外にある橋（舞浜大橋など）は除く。

## パーク外
東京ディズニーランド・ゲートウェイ - JR舞浜駅とTDLを結ぶ橋（ペデストリアンデッキ）。基調となっている色はワールドバザールの屋根などと同じ深緑色。
パーク関連グッズを販売するショップ「ボン・ヴォヤージュ」と接続されており、ボン・ヴォヤージュよりTDL側に「Tokyo Disneyland」と描かれたドーム型の東屋「ゲートウェイ・キューポラ」がある。それよりTDL側の通路は「パーク内」の扱いになっており、ところどころにTDLのアトラクションのポスターやディズニーキャラクターのブロンズ像（このブロンズ像のミニチュア版が東京ディズニーランドのショップの中で実際に売られている）が飾られ、通路上の街灯の柱の部分には、アニバーサリーイベント時にデコレーションが施される。この橋で流れているBGMは東京ディズニーランドのメインエントランスで流れている曲が若干早めにずれて流れている。
名称は、2021年8月10日(道の日)、東京ディズニーリゾート公式Twitter(現X)アカウントの投稿にて、明らかになった。

## 東京ディズニーランド
園内に多数の橋が存在するが、その名称を記した一般公開されている資料は確認されていない。

## 東京ディズニーシー
園内に多数の橋が存在する。
書籍『ディズニーリゾート物語』やTV番組『夢の通り道』では、一部の橋の名称を知ることができる。また、橋の名称が記述してある地名表示が設置されていたり、アトラクションなどのアナウンスで呼称されていることもある。
ここに挙げた橋以外にも、航空写真などで確認できる橋は存在するが、名称を記した一般公開資料が存在しないため、本項での記述は行わないものとする。

### メディテレーニアンハーバー
- ポンテ・ヴェッキオ

ponte vecchio
メディテレーニアンハーバーの東側（東京ディズニーシー・ホテルミラコスタ側）と西側（プロメテウス火山側）を結ぶ橋。東京ディズニーシーの中で一番大きい橋である。「ポンテ・ヴェッキオ」とはイタリア語で「古い橋」という意味で、イタリアのフィレンツェに実在するヴェッキオ橋がモデルになっている。
橋の下を「ディズニーシー・トランジットスチーマーライン」が通過する。この時、ディズニーシー・トランジットスチーマーラインの船内アナウンスで橋の名前が呼ばれ紹介が行われる。
- ポンテ・デレッラ・フォルテッツァ

ponte del la fortezza
メディテレーニアンハーバーの「フォートレス・エクスプロレーション」の北側にある橋。「ポンテ・デレッラ・フォルテッツァ」とはイタリア語で「要塞の橋」という意味。
- アクアダクト・ブリッジ

Aquaduct Bridge
メディテレーニアンハーバーの「ザンビーニ・ブラザーズ・リストランテ」横から火山のミステリアスアイランドへの入り口へ向かう橋。メディテレーニアンハーバーにある橋のうち、唯一この橋だけがイタリア語ではなく英語の名称になっている。「アクアダクトブリッジ」とは「水道の橋」という意味。その名の通り、橋の外側にはローマ水道の名残を模した構造で作成されている。これはバックステージにある船の格納庫を隠す役割がある。ハーバーショーで使用される船はこの橋の下を通り、ハーバーと格納庫を行き来する。
- ポンテ・ディ・ベンヴェヌーティ

ponte di benvenuti
メディテレーニアンハーバーからアメリカンウォーターフロントへと架かる橋。「ポンテ・ディ・ベンヴェヌーティ」とはイタリア語で「歓迎の橋」という意味。「ヴェネツィアン・ゴンドラ」に乗船中、「願いが叶う橋」として紹介されるのがこの橋である。
- ポンテ・デッラルチスタ

ponte dell'Artista
「ビリエッテリーア」（以前は「ダ・ヴィンチズ・トラベルフォト」があった）前から「リストランテ・ディ・カナレット」へ向かう橋。「ポンテ・デッラルスチタ」とはイタリア語で「芸術家の橋」という意味。
- イソラ・デル・ゴンドリエーレ

isola del gondliere
メディテレーニアンハーバーのパラッツォ・カナルの陸地から「ヴェネツィアン・ゴンドラ」の乗り場へと架かる橋。「ヴェネツィアン・ゴンドラ」へはこの橋を渡らないと乗ることができない。「イソラ・デル・ゴンドリエーレ」とはイタリア語で「ゴンドリエの島」という意味で、「ヴェネツィアン・ゴンドラ」の乗り場がある島がこの名前となっており、それがそのまま橋の名前になっている。
- ポンテ・デル・リド

ponte dell lido
メディテレーニアンハーバーの陸地からリドアイルへと架かっている2つの橋のうちの1つで、ポンテ・ヴェッキオ側にある橋。「ポンテ・デル・リド」とはイタリア語で「リド橋」という意味。メディテレーニアンハーバーとアメリカンウォーターフロントを結んでいるポンテ・デイ・ベンヴェヌーティとは直角に繋がっている。この橋の上はハーバーやリドアイルでショーが行われる際には車椅子専用の鑑賞エリアとなる。
- ラ・ドルチェ・ヴィスタ

la dolce vista
ポンテ・デル・リドと同じくメディテレーニアンハーバーの陸地とリドアイルを結んでいる橋。「ラ・ドルチェ・ヴィスタ」とはイタリア語で「美しい風景」という意味であり、その名の通りこの橋の上からはメディテレーニアンハーバーが一望できる。

### アメリカンウォーターフロント
- ハドソン・リバー・ブリッジ

Hudson River Bridge
アメリカンウォーターフロントのニューヨークエリアとケープコッドエリアを結ぶ橋。赤いアーチが特徴。アメリカに実在するハドソン・リバー・ブリッジ（現在のジョージ・ワシントン・ブリッジ）がモデルとなっている。
- オールド・アーモリィ・ブリッジ

Old Armory Bridge
アメリカンウォーターフロントにかかる橋で、「ディズニーシー・エレクトリックレールウェイ」が通過する。メディテレーニアンハーバーのポンテ・ヴェッキオと平行しており、「ディズニーシー・エレクトリックレールウェイ」からはポンテ・ヴェッキオを行き来する人々の姿が見られる。「オールド・アーモリィ・ブリッジ」とは「古い兵器庫の橋」という意味。

### ロストリバーデルタ
- プエンテ・デル・リオ・ペルディード

puente del río perdido
ロストリバーデルタにある3つの橋のうち、一番ポートディスカバリー側にある橋。「プエンテ・デル・リオ・ペルディード」とはスペイン語で「失われた河（ロストリバー）の橋」という意味。
- プエンテ・アル・テンプロ

puente al templo
ロストリバーデルタにある3つの橋のうち真ん中にあり、「インディ・ジョーンズ・アドベンチャー：クリスタルスカルの魔宮」の前と「ミゲルズ・エルドラド・キャンティーナ」前を結ぶ橋。「プエンテ・アル・テンプロ」とはスペイン語で「神殿への橋」という意味。この橋は他の2本と比べて極端に狭く人2人分程度の幅しかない。もともとは「ディズニーシー・トランジットスチーマーライン」の出口専用だった。
過去に、「冬場気温が下がり過ぎて路面が凍結し通行禁止になった」という珍事がある。
- プエンテ・ブエナ・ヴィスタ

puente buena vista
ロストリバーデルタにある3つの橋のうち、一番アラビアンコースト側にある橋。「プエンテ・ブエナ・ヴィスタ」とはスペイン語で「眺めの良い橋」という意味。

### アラビアンコースト
- キングダム・ブリッジ

Kingdoms Bridge
アラビアンコーストの宮殿側の入り口からマーメイドラグーンへと架かる橋。橋の名称は、アラビアンコーストのサルタン王の王国とマーメイドラグーンのトリトン王の海底王国の、ふたつの王国（キングダム）を結んでいることに由来する。

### マーメイドラグーン
- コーラル・クロッシング

Coral Crossing
スカットルのスクーターからアリエルのグリーティンググロットへと架かる橋。「コーラル・クロッシング」とは「珊瑚の歩道橋」という意味。

## 関連
- ディズニーリゾート物語
クローズアップ東京ディズニーシーの連載にて東京ディズニーシーの橋の名前が、いくつか紹介された。
- 夢の通り道
2007年4月22日放映の回で、ポンテ・ヴェッキオが取り上げられた。